# Maria Wiik
Maria Catharina Wiik (3 de agosto de 1853 – 19 de junho de 1928) foi uma pintora finlandesa, conhecida por suas obras de natureza morta, imagens de gênero, paisagens e retratos.

## Biografia

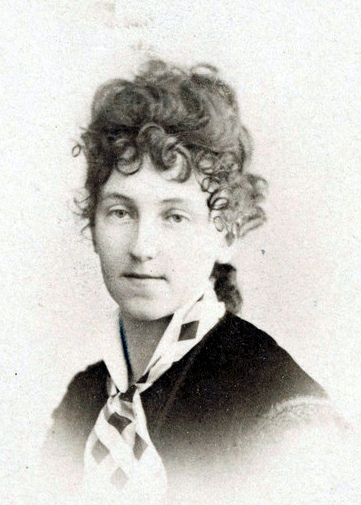
Maria Wiik na década de 1870.

Nascida em Helsinque, filha de um arquiteto e uma dona de casa, Wiik iniciou sua formação artística com o professor Adolf von Becker e prosseguiu seus estudos na Academia de Belas Artes de Helsinque. Em 1875, mudou-se para Paris, capital da França, onde frequentou a Académie Julian, uma das poucas instituições que admitiam mulheres na época.

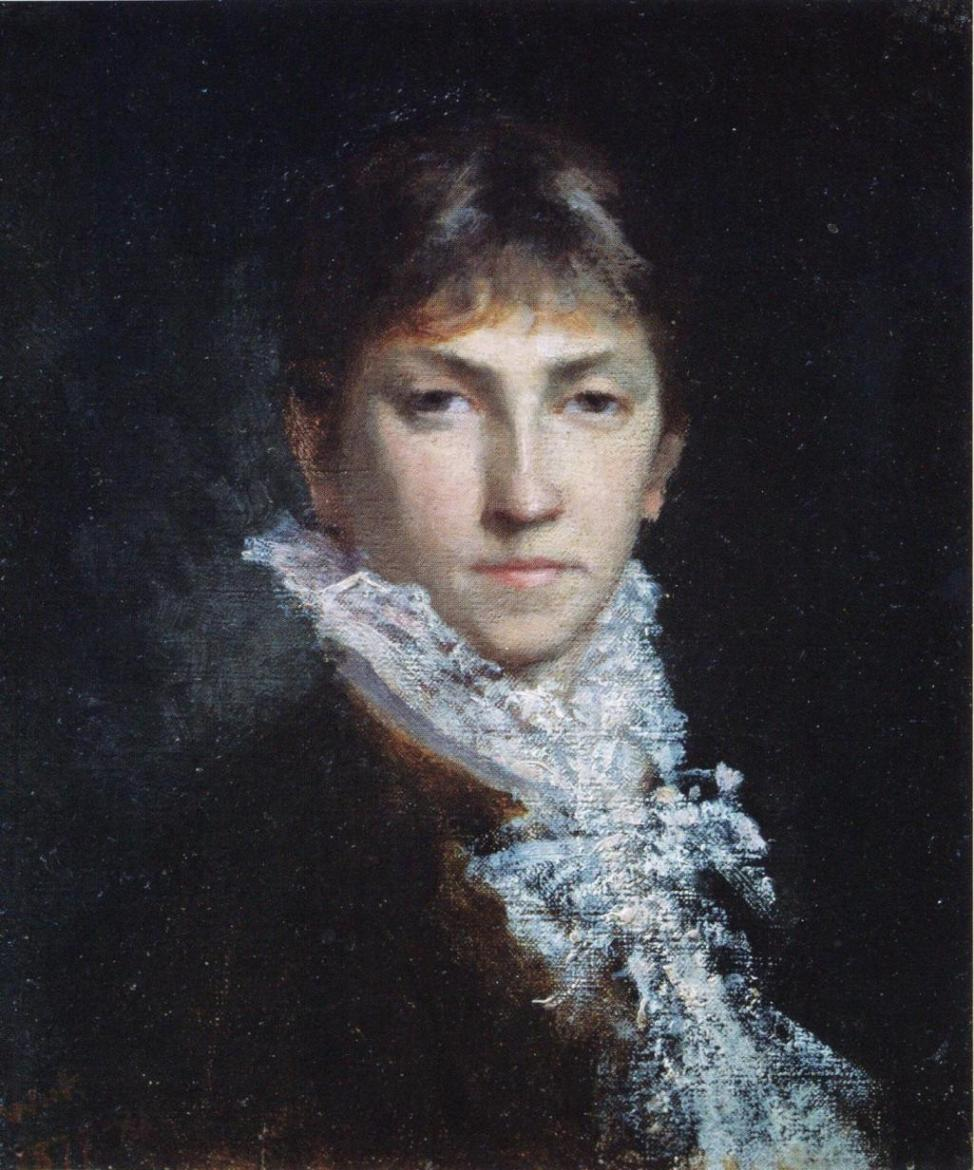
Autorretrato, c. 1881

Wiik participou do Salão de Paris em 1880 e recebeu uma medalha de bronze na Exposição Universal de 1900. Ela também viajou pela Inglaterra e pela Cornualha, onde se inspirou nas paisagens e na vida campestre. Ela manteve uma estreita amizade com a pintora Helene Schjerfbeck, com quem dividiu um apartamento em Paris.
Wiik retornou a Helsinque em 1905 e lá permaneceu até o fim de sua vida. Ela sofreu com problemas de visão e se submeteu a uma cirurgia ocular em 1925. Morreu em 1928.

## Obras
Algumas de suas obras mais famosas são:
- Out into the World (1899), que retrata uma jovem mulher que parte para o mundo com uma mala na mão, simbolizando o anseio de liberdade e aventura das mulheres finlandesas no final do século XIX.[5]
- Innocentia (1900), é um retrato de uma menina de branco com um buquê de flores, que transmite uma atmosfera delicada e romântica, característica do estilo Art Nouveau.
- Laughing Girl (1883), que revela a alegria e a espontaneidade de uma garota em um momento de riso. A obra demonstra a habilidade de Wiik em representar as emoções humanas.
- A Study of Pansies and a Japanese Fan (c.1887), a obra é uma natureza morta que combina flores e um leque de origem oriental. A pintura reflete a influência da arte japonesa na Europa no final do século XIX.

## Reconhecimento
Wiik foi uma das pioneiras da arte finlandesa, reconhecida internacionalmente por suas obras. Ela integrou a Era Dourada da Arte Finlandesa, um período de efervescência cultural e nacionalista na Finlândia entre 1870 e 1910.